# Fadaat Media
Fadaat Media (arabisch فضاءات ميديا, DMG Faḍāʾāt Mīdiyā) ist ein katarisches privatwirtschaftliches Medienunternehmen mit Sitz in Lusail. Es ist Eigentümer des Fernsehsenders Alaraby TV (التلفزيون العربي) und des Online- und Zeitungsmediums The New Arab (العربي الجديد).

## Unternehmensgeschichte
Fadaat Media wurde 2012 in Doha gegründet, der heutige Unternehmenssitz befindet sich in Lusail. 2014 begann der Start des Projektes Al-Araby, zu dem im gleichen Jahr der Start des Online- und Zeitungsmediums The New Arab und im Januar 2015 der Sendestart von Alaraby TV gehört. Das Projekt soll als Gegengewicht zum Sender Al Jazeera dienen. Die Leitung des Gesamtprojektes Al-Araby übernahm der palästinensisch-israelische Akademiker Asmi Bischara.

## Politische Haltungen
Nach Eigenauskunft von Fadaat Media ist es ein Ziel des Unternehmens "Bemühungen des palästinensischen Volkes, der arabischen und ausländischen Nationen, um Gerechtigkeit in Palästina zu erreichen", zu unterstützen.
Der ägyptische Präsident Abdul Fattah al-Sisi, der 2013 durch einen Militärputsch gegen den demokratisch gewählten Präsidenten Mohammed Mursi an die Macht gekommen war, warf The New Arab und damit Fadaat Media vor, "die ägyptische Stabilität ins Visier zu nehmen",  ein Vorwurf, der von The New Arab zurückgewiesen wurde.